# Колайдер (фільм)
Колайдер (англ. Collider; Collider World) — ірландсько-португальська драма, науково-фантастичний фільм 2013 року, дистриб'ютором якого виступила компанія beActive Entertainment. Фільм є основою трансмедійного проекту, розробленого для різних платформ.
Світова прем'єра була запланована на 10 січня 2014 року в Дубліні.

## Сюжет
Дослідження Великого адронного колайдера в CERN були на межі прориву у вивченні чорних дір. Вчені вважали, що зможуть контролювати мікрочорні діри, але Пітер Ансей, молодий геній квантової фізики, думав інакше. У своїй доповіді він зробив вражаючі висновки про те, що поточні дослідження явища випромінювання були неточними, і що якби вони дійсно змогли створити ці чорні діри, то рівень випромінювання був би настільки значно нижчим, ніж передбачалося, що вони буквально вибухнули б самі в собі, захопивши з собою всю навколишню матерію.
Залежно від точного рівня радіації це могло бути катастрофічним. Звіт Пітера був відхилений CERN, а довіра до нього як до науковця була підірвана. 23 вересня 2012 року Пітер проникає в лабораторії CERN, щоб отримати доступ до колайдера і саботувати його, запобігаючи будь-яким майбутнім експериментам. Але щось йде не так, як Пітер не міг передбачити, і він переноситься у 2018 рік через кротовину у світ, зруйнований стихійними лихами і перебуваючий у стані війни з Невідомим. Він прокидається в дивно знайомому місці, переконаний, що якось бував тут раніше. Тепер він у майбутньому, 2018 році, і «у пастці» всередині того, що здається готелем.
Зовні атмосфера непридатна для життя, і кожен, хто наважується вийти на вулицю, зникає в тіні, захоплений Невідомим. Невдовзі Пітер розуміє, що він не один. П'ятеро абсолютно незнайомих людей з різних часів і місць також перебувають у готелі разом з ним, але, на відміну від нього, вони нічого не знають про майбутнє і про те, як вони туди потрапили. Пітер постійно отримує спалахи пам'яті та відчуття дежавю, пов'язані з майбутнім. Якщо він правий, то у нього є лише 36 годин, щоб знайти спосіб потрапити до CERN, змінити кротовину і запобігти апокаліпсису, бо коли годинник закінчиться, закінчиться й існування Землі.

## У ролях
- Йен Робертсон — Пітер Ансей
- Белла Гісом — Аліша Тейт
- Марко Коста — Карлос Вера
- Люсі Кадден — Фіона Мерфі
- Джеймі Маклаклан — Люк Спенсер
- Тереза Таварес — Люсія де Соуза

## Повязані матеріали та медіа
До створення фільму «Колайдер» починався як інтерактивний багатоплатформний проект, що розповсюджується компанією beActive Entertainment і поєднує серію коміксів, графічний роман, дві мобільні відеоігри для Android-пристроїв, веб-серіали та соціальні медіа.

### Комікси
Серія коміксів з 6 випусків, а також графічний роман були написані Майком Гарлі та проілюстровані Р. Х. Стюартом, Гаретом Гоураном, Джеком Темпестом, Віллом Пікерінгом та Мартіном Сіммондсом. Комікси доступні на iTunes та Google Play.
Крім коміксів, графічні романи доступні на Amazon, Apple iBookstore і в м'якій палітурці у великих магазинах коміксів по всій Європі.

### Ігри
Для платформ iOS і Android доступні дві мобільні ігри.
Collider Quest — перша гра у франшизі. Це гра про збирання предметів, розв'язування головоломок та перевірку пам'яті через кілька рівнів зі зростаючою складністю.
Гра була випущена влітку 2012 року і доступна в iOS App Store та Google Play.
Collider Code Breaker — це друга гра у франшизі, яка доступна виключно на пристроях iOS. У грі розповідається як Люк Спенсер, знешкоджує кожну бомбу, зламуючи її код.

### Цифрові серії
8-серійний цифровий серіал, який є приквелом до фільму, був створений у січні 2012 року для YouTube та SAPO і набрав понад 1 мільйон переглядів. Згодом серіал транслювався на португальському телеканалі SIC Radical.
Серіал знімався в Лісабоні, сценарій написали Катріона Скотт і Нуно Бернардо, режисером виступив Бернардо, а Ієн Робертсон повторив свою роль Пітера Ансея з фільму.
| №. | Назва                    | Режисер       | Сценарій                       | Дата виходу    |
| -- | ------------------------ | ------------- | ------------------------------ | -------------- |
| 1  | «Life or Death»          | Нуно Бернардо | Катріона Скотт і Нуно Бернардо | 4 червня 2012  |
| 2  | «End of the World»       | Нуно Бернардо | Катріона Скотт і Нуно Бернардо | 11 червня 2012 |
| 3  | «Breakdown»              | Нуно Бернардо | Катріона Скотт і Нуно Бернардо | 18 червня 2012 |
| 4  | «Know the Truth»         | Нуно Бернардо | Катріона Скотт і Нуно Бернардо | 25 червня 2012 |
| 5  | «Long Hours»             | Нуно Бернардо | Катріона Скотт і Нуно Бернардо | 2 липня 2012   |
| 6  | «Paranoia»               | Нуно Бернардо | Катріона Скотт і Нуно Бернардо | 9 липня 2012   |
| 7  | «Despair»                | Нуно Бернардо | Катріона Скотт і Нуно Бернардо | 16 липня 2012  |
| 8  | «The Point of No Return» | Нуно Бернардо | Катріона Скотт і Нуно Бернардо | 23 липня 2012  |

## Рецепція
Рорі Кешин з Entertainment.ie поставив фільму 1 з 5.